# August 2018
Acest articol este generat integral pe baza informațiilor din articolul 2018 și este actualizat periodic de un robot.
 Editările făcute în articol vor fi șterse la următoarea actualizare! Dacă doriți să faceți modificări, editați articolul-sursă.

ianuarie -
februarie -
martie -
aprilie -
mai -
iunie -
iulie -
august -
septembrie -
octombrie -
noiembrie -
decembrie
August 2018 a fost a opta lună a anului și a început într-o zi de miercuri.

## Evenimente
- 10 august: Intervenție în forță a jandarmilor la un miting antiguvernamental în Piața Victoriei din București, după ce unii protestatari au forțat gardurile și au aruncat cu pietre, sticle și alte obiecte către jandarmi. Aceștia au intervenit cu spray-uri, gaze lacrimogene și tunuri de apă. Mai multe persoane au avut nevoie de îngrijiri medicale. Parchetul Militar s-a autosesizat și a deschis dosar penal privind intervenția jandarmilor la protestele din Piața Victoriei.[1][2]
- 10 august: Statele Unite autorizează dublarea tarifelor la importurile de aluminiu și oțel din Turcia, lira turcească situându-se la un nivel record de scăzut față de dolarul american.[3]
- 14 august: Un pod rutier pe de autostrada A10 s-a prăbușit în apropiere de orașul Genova. Agenția publică de știri, ANSA, relatează că mai multe persoane ar fi murit după ce câteva vehicule au fost zdrobite de bucățile de pod căzute.
- 23 august: Fostul președinte al Confederației de fotbal din America de Sud, Juan Ángel Napout, a fost condamnat la nouă ani de închisoare, fiind acuzat de ample afaceri de corupție în cadrul Federației Internaționale de Fotbal (FIFA). În cadrul procesului desfășurat la New York, paraguayanul găsit vinovat de corupție a fost condamnat și la plata unei amenzi de 1 milion de dolari, fiind obligat, de asemenea, să restituie 3,3 milioane de dolari primiți mită.[4]
- 25 august: Palatul Episcopiei Greco-Catolice din Oradea a fost afectat grav de un puternic incendiu izbucnit la parterul clădirii.

## Decese
- 2 august: Mihai Radu Pricop, 68 ani, senator român (2000-2004), (n. 1950)
- 2 august: Ion Stan, 62 ani, politician român (n. 1955)
- 2 august: Mihai-Radu Pricop, politician român (n. 1950)
- 5 august: Piotr Szulkin, 68 ani, regizor de film și scenarist polonez (n. 1950)
- 7 august: Dumitru Fărcaș, 80 ani, taragotist român de muzică populară (n. 1938)
- 9 august: Ștefan Oprea, 85 ani, dramaturg, prozator și critic de teatru și film român (n. 1932)
- 10 august: Koos Human, 86 ani, jurnalist, editor și muzicolog sud-african (n. 1931)
- 10 august: Kin Sugai, 92 ani, actriță japoneză (n. 1926)
- 11 august: Radu Demian, 80 ani, jucător de rugby, antrenor și inginer (n. 1938)
- 11 august: V. S. Naipaul (Vidiadhar Surajprasad Naipaul), 85 ani, scriitor de limba engleză din spațiul fostelor colonii britanice, laureat al Premiului Nobel (2001) (n. 1932)
- 14 august: Miron Ignat, 76 ani, politician român (n. 1941)
- 15 august: Lucia Wald, 94 ani, filolog român (n. 1923)
- 16 august: Aretha Franklin (Aretha Louise Franklin), 76 ani, cântăreață americană (n. 1942)
- 16 august: Elena Șușunova, 49 ani, sportivă rusă (gimnastică artistică), multiplă campioană olimpică, mondială și europeană (n. 1969)
- 16 august: Atal Bihari Vajpayee, 93 ani, om politic indian, prim-ministru al Indiei (1996, 1998–2004), (n. 1924)
- 18 august: Kofi Annan, 80 ani, politician ghanez, secretar general al ONU, laureat al Premiului Nobel pentru Pace (2001), (n. 1938)
- 19 august: Margareta Niculescu, 92 ani, artist păpușar român, profesor, regizor și director de teatru (n. 1926)
- 19 august: Marius Sala, 85 ani, lingvist român (n. 1932)
- 20 august: Uri Avneri, 94 ani, ziarist de limbă ebraică, om politic și militant pacifist israelian, evreu originar din Germania (n. 1923)
- 21 august: Stefán Karl Stefánsson, 43 ani, actor și cântăreț islandez (n. 1975)
- 24 august: Giuseppe Bacci, 97 ani, pictor italian (n. 1921)
- 24 august: Rudi Rosenfeld, 77 ani, actor român de teatru și film, de etnie evreiască (n. 1941)
- 25 august: John McCain, 81 ani, senator american din statul Arizona (n. 1936)
- 25 august: Noam Sheriff, 83 ani, compozitor israelian în domeniul muzicii culte, dirijor și pedagog (n. 1935)
- 26 august: Neil Simon (Marvin Neil Simon), 91 ani, dramaturg și scenarist american de etnie evreiască (n. 1927)
- 29 august: James Mirrlees, 82 ani, economist britanic, laureat al Premiului Nobel (1996), (n. 1936)